# Бронепалубни крайцери тип „Форбин“
Форбин (на френски: Forbin) са серия бронепалубни крайцери от 3-ти ранг на Националните военноморски сили на Франция, построена 1880 – 1890-те години на 19 век. Проекта е модификация на небронирания крайцер „Милан“, чието развитие са, и на Морският министър Хиацинт Об, привърженик на „Младата школа“. Те са първите серийни френски бронепалубни крайцери от 3-ти ранг, макар да имат известни разлики помежду си. Всичко от проекта са построени 3 единици: „Форбин“ (на френски: Forbin), „Сюркуф“ (на френски: Surcouf) и „Коетлогон“ (на френски: Coetlogon).

## История на службата
- „Форбин“ – заложен май 1886 г. на стапелите арсенала на ВМС в Рошфор, спуснат на вода на 14 януари 1888 г., в строй от февруари 1889 г.
- „Сюркуф“ – заложен май 1886 г. на стапелите на ВМС в Шербур, спуснат на вода октомври 1888 г., в строй от 1890 г.
- „Коетлогон“ – заложен 1887 г. на стапелите на Ateliers de St. Nazaire – Penhoet в Сен Назер, спуснат на вода на 3 декември 1888 г., в строй от 1894 г. Дългият период на строежа е предизвикан от сериозна авария на изпитанията, след която трябва да се замени цялата силова установка. Списан 1906 г.[2]

## Оценка на проекта
Вдъхновителят на идеята за малки бронепалубни крайцери – Хиацинт Об – ги смята за идеалните разузнавачи и изтребители на търговията. Но всъщност реалните бойни качества на френските крайцери от 3-ти ранг са оценявани лошо дори от съвременниците им. Независимо от външно страшният им вид те имат множество недостатъци. Въоръжението на крайцерите е прекалено слабо, особено с оглед на разположението на главния калибър, което позволява да се води стрелба по борда само от половината оръдия. Стрелбата на максимална скорост не е възможна, поради силните вибрации предизвикани от машините върху корпуса. Самата скорост, около 20 възела, по мерките на 1890-те г. в никакъв случай не гарантира безопасност. Поради това и огромният таран е абсолютно безсмислен, той като крайцерът ще бъде спрян при опит за таранен удар от вражеската артилерия.
Вероятно единствената възможност да се използват тези крайцери с полза в сериозна война е да се употребяват като минни заградители, тъй като почти всички те имат възможност да носят до 150 морски мини. Но към момента на влизането на Франция в Първата световна война всички нейни бронепалубни крайцери от 3-ти ранг са вече безнадеждно стари.